# 神様ヘルプ! (映画)
『神様ヘルプ!』（かみさま-）は、2010年8月7日公開の日本映画である。

## 概要
穴吹一朗自身が脚本および演出を担当した2009年7月に公演された舞台劇『Tower of Sugar』を映画化した、穴吹一朗初映画作品となるコメディ風のサスペンスホラー。『LIAR GAME』や『オトメン（乙男）』手がけた佐々木詳太の初映画監督作品でもある。加藤和樹は本来初主演映画であった『だから俺達は、朝を待っていた』が無期延期となったため実質的に初主演映画となる。また表題の『神様ヘルプ!』は劇中で殺人鬼の佐藤が口ずさむ歌が元となっており、加藤和樹がチェッカーズの同名曲のカヴァーも担当した。2010年8月7日より渋谷シネクイントよりプレミアム先行ロードショー、以降9月より2館でロードショー。
キャッチコピーは「神様だけが、知っていた。」。

## ストーリー
25年前に大量殺人事件があった廃校にお化け屋敷を作ろうとしていたホラープランナーのアツオ。自分にそっくりな写真を見つけ青い光に包まれ気を失うと気づいたときには25年前の光景があった。そこにいたのは西条の呪いによって大量殺人鬼となった佐藤隆であった。
偶然に出会ったはずの12人が繋がる運命とは･･･。

## キャスト
- アツオ - 加藤和樹
- 佐藤隆 - 加藤和樹
- 木下奈緒 - 佐津川愛美
- 小橋俊 - 賀来賢人
- 誉田和彦 - 北条隆博
- 赤岩聡 - 柳澤貴彦
- 錦織健太郎 - 植原卓也
- 滝島典子 - 佐藤めぐみ
- 典子の祖母 - 森康子
- 朝倉孝明 - 小西遼生
- 西条勝 - 松田悟志
- 並河幸子 - キムラ緑子
- 藤本竜二 - 佐藤二朗

## スタッフ
- 原作 - DHE@stage×穴吹一朗  舞台『Tower of Sugar』
- 監督 - 佐々木詳太
- 脚本 - 穴吹一朗
- 脚本協力 - 李正姫
- エグゼクティブプロデューサー - 男全修二、木村元子
- プロデューサー - 布川均、中西研二
- 撮影 - 神戸千木
- 美術 - 茂木豊
- 照明 - 高田紹平
- 録音 - 国沢藤一
- 装飾 - 西村徹
- 衣装 - 伊藤美恵子
- ヘアメイク - 熊田美和子
- 編集 - 松竹利郎
- VFX - 中村明博
- 記録 - 小宮尚子
- 助監督 - 長尾久美子
- 制作担当 - 木口洋介
- 宣伝 - リベロ
- 制作プロダクション - ＤＨＥ
- 配給 - ゴー・シネマ

## 主題歌
- 加藤和樹『神様ヘルプ!』

チェッカーズの同名曲のカヴァー。

## Tower of Sugar
映画の原案となった舞台。DHE＠stage×穴吹一朗コラボレーション公演として、全労済ホールスペース・ゼロで2009年7月23-26日に公演。脚本・演出は穴吹一朗。
出演
- 高木万平
- 高木心平
- 杏さゆり
- 伊阪達也
- 北村栄基
- 通山愛里
- 東山光明
- 郷本直也
- 飛志津ゆかり
- 馬場巧
- 迫田圭司